# Roccasecca dei Volsci
Roccasecca dei Volsci är en ort och kommun i provinsen Latina i regionen Lazio i Italien. Kommunen hade 1 153 invånare (2018).